# Partito dell'Amore
Il Partito dell'Amore (PdA) è stato un partito politico italiano, fondato il 12 luglio 1991 da sostenitori di Ilona Staller (nota come Cicciolina), un'attrice pornografica eletta nel 1987 alla Camera dei deputati nelle liste del Partito Radicale, e di Moana Pozzi, sua collega al suo esordio in politica.
Il simbolo del partito fu creato da Mauro Biuzzi, fondatore del partito con Riccardo Schicchi, e rappresenta un cuore trasparente nel quale si specchia il volto di Moana Pozzi. Biuzzi già dal 1986 aveva svolto la propria attività politica con un logo chiamato “l'Icona Staller”, che poi diventerà il primo simbolo del PdA. A seguito della diffida di quest'ultima a fare uso della sua immagine nel simbolo, il suo volto è stato sostituito con quello di Moana Pozzi.
Il 3 marzo 1992 solo il secondo simbolo con Moana è stato ammesso dal Ministero dell'Interno a rappresentare il Partito dell'Amore nelle schede elettorali delle elezioni politiche del 5 aprile 1992, le ultime della Prima Repubblica, e, dopo Tangentopoli, è stato riammesso una seconda volta alle elezioni amministrative di Roma del 21 novembre 1993. Moana con il Partito dell'Amore diede vita alla prima esperienza italiana di antipolitica dall'epoca dell'Uomo Qualunque (anche se i fondatori presero le distanze dal "qualunquismo") e riuscì a farsi conoscere anche all'estero, raccogliendo quasi duecento articoli di stampa.

## Storia
Organizzato e ideato da Riccardo Schicchi, manager di pornodive come Ilona Staller (detta Cicciolina) e imprenditore del settore, e da Mauro Biuzzi, braccio politico e ideologico della nuova formazione, il partito nacque con dichiarati propositi di diffusione nella politica e nella società di tematiche legate alla sessualità, in senso libertario (per Schicchi) e cristiano-sociale (per Biuzzi). Con la sostituzione della Staller con Moana Pozzi (che era di fede cristiana) come candidata alla guida del partito, prevalse una linea che Mauro Biuzzi, ideologo del partito, definì fin dal principio cristiano-dionisiaca e di centro e il partito si collocò politicamente all'estremo centro del Parlamento italiano.
Tra le radici culturali, ricordate nel sito ufficiale, vi furono a vario titolo il situazionismo, la teologia della liberazione, il dionisiaco di Nietzsche e suggestioni garibaldine. Accompagnato da un prevedibile fumus scandalistico, il partito ebbe nella Staller e in Moana Pozzi, altra pornodiva che al tempo cominciava a essere conosciuta dal grande pubblico per le sue apparizioni sulle televisioni nazionali, le sue candidate più note.
Il partito, sin da principio considerato funzionale a catalizzare il crescente "voto di protesta" (ovvero, un modo e una destinazione del voto che attraverso forme eclatanti, demenziali o di nonsense, intendeva sottrarre alla politica tradizionale il consenso elettorale), si unì al Partito Pensionati, una formazione politica che nel suo richiamo "corporativo" agli anziani, sosteneva ragioni da taluni accostate al qualunquismo o meglio all'esordiente anti-politica, e condusse insieme a questo un inconsueto esordio politico. Questo gemellaggio però si interruppe con l'ingresso formale di Moana nel partito (fine gennaio 1992) e prima della raccolta-firme di febbraio, che il PdA svolse solo per il suo nuovo simbolo, e che a inizio marzo gli consentì di essere ammesso nelle schede elettorali e alla relativa campagna elettorale di aprile.
Fra le tematiche inizialmente propugnate (luglio 1991) sulla scia delle proposte di legge dette Staller, presentate da quest'ultima con il Partito Radicale (1987), innovativa per l'Italia era quella volta a valorizzare l'affettività dei detenuti, sulla scia di esperimenti condotti nell'Europa scandinava, così come qualche consenso raccolsero, anche presso aree politiche più ortodosse, la richiesta di revisione del concetto di oscenità su cui si fondava l'operato della censura artistica. Altra proposta molto discussa fu quella di realizzare, nelle grandi città e nelle aree metropolitane, specifiche aree denominate Parchi dell'amore, destinate all'esercizio delle attività sessuali, comprese quelle legate alla prostituzione, attività che si sosteneva dovesse regolarsi con l'abolizione della legge Merlin e con la riapertura delle case di tolleranza. Col subentro di Moana nel gennaio 1992 queste proposte furono messe in secondo piano per un programma più in linea con gli interessi di quest'ultima (lotta alla corruzione politica e alla criminalità organizzata).

### Elezioni politiche del 1992
Alle elezioni politiche del 1992 il partito si presentò alla Camera dei deputati solo nella circoscrizione Roma e ottenne 22.401 voti (0,06%), dove la capolista Pozzi, con 12.393 voti nominali, ottenne più preferenze di ben tre segretari nazionali ovvero di Umberto Bossi della Lega Nord (6.985), di Sergio Garavini di Rifondazione Comunista (9.824) e di Francesco Rutelli dei Verdi (10.778), ma la lista non ebbe accesso ai seggi. Si presentò anche per l'elezione del Senato solo nel Lazio. I grandi giornali pubblici incolparono in prima pagina il PdA e Moana di aver guidato la rivolta delle piccole liste, ai danni dei grandi partiti e delle tasche dei cittadini, nonostante il PdA si fosse autofinanziato e non abbia incassato rimborsi elettorali. Il 17 febbraio dello stesso anno, con l'arresto dell'ingegnere Mario Chiesa, si era aperta l'inchiesta detta Mani pulite che, in seguito alle elezioni politiche, portò nelle case degli italiani le immagini del processo ai maggiori capi di partito, detto Tangentopoli per i casi di finanziamenti illeciti ai partiti, che portò alla fine della Prima Repubblica.
Dopo la sconfitta elettorale del 1992 il Comitato Direttivo, riunito in conferenza stampa all'Hotel Nazionale a Roma, ratificò il cambiamento di rotta rispetto alla precedente linea libertaria e scandalistica, uscita sconfitta dalle urne, con la firma pubblica del documento di revoca delle cariche nel partito a Schicchi e alla Staller e le promozioni di Moana a Segretario nazionale e di Mauro Biuzzi a vice segretario e capolista per le successive elezioni amministrative del 1993. Queste divergenze politiche tra i soci fondatori Schicchi e Biuzzi tornarono alla ribalta nel 2008, in un confronto moderato da Corrado Augias. In pratica Biuzzi accusava Schicchi di sfruttare l'immagine politica di Moana e lo stesso PdA a fini di lucro, come era stato con i suoi film, e di non essere realmente interessato al movimento ma solo a fare pubblicità alla sua agenzia Diva Futura.

### Elezioni amministrative romane del 21 novembre 1993

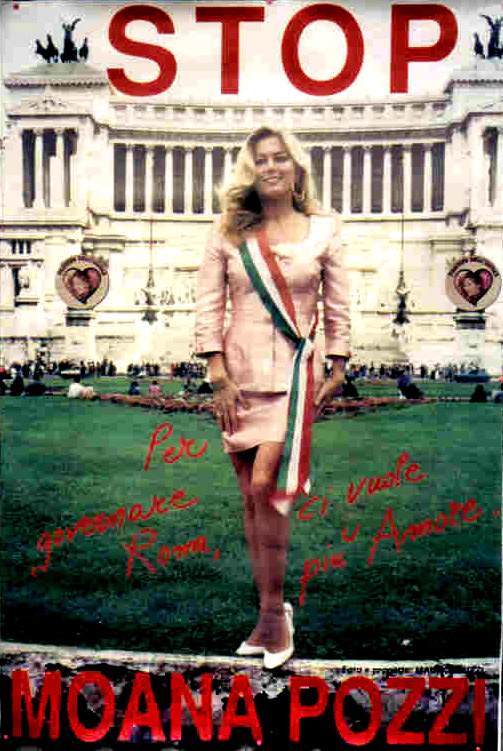
Manifesto per la candidatura di Moana a sindaco di Roma, 1993.

Il Partito dell'Amore tornò nelle schede elettorali per le elezioni comunali di Roma del 21 novembre 1993, le prime con elezione diretta del sindaco. Moana Pozzi si candidò (senza illusioni) a sindaco di Roma ove, nonostante il netto cambio d'immagine verso un movimento civico serio, non scandalistico (la Pozzi era l'unica attrice hard candidata) e quindi meno spettacolare, il partito con 8.977 voti e una percentuale pari allo 0,52%, confermò la percentuale elettorale ottenuta alle politiche nel 1992.
Dopo un'indicazione di voto iniziale a favore di Renato Nicolini (Rifondazione Comunista), al successivo ballottaggio del 5 dicembre, il PdA dette indicazione di sostenere Francesco Rutelli, poi eletto. L'importanza di questa seconda campagna del 1993 risiede nel fatto che Moana si stacca tra molte difficoltà dalla consueta politica libertaria e pornocratica, insieme con i militanti volontari del PdA riesce a presentare una lista civica in cui si candidano oltre cinquanta cittadini comuni (della quale Mauro Biuzzi sarà il capolista) e agendo in tal modo realizza la rottura definitiva in seno al partito, che continuerà in vari episodi negli anni successivi alla sua morte.
Inoltre Moana, Biuzzi e i molti altri volontari del PdA affrontarono l'impegno di questa seconda campagna con i propri soldi, essendo stati sconfitti nella prima campagna del 1992 e non avendo perciò ottenuto il rimborso delle spese elettorali. Il PdA non ha quindi mai goduto del finanziamento pubblico goduto da tutti gli altri partiti italiani. Per questa campagna Biuzzi realizza, di fronte all'Altare della Patria a Roma, quello che sarà l'unico manifesto politico di Moana, nel quale si attua il passaggio radicale dell'artista dalla precedente immagine porno-trasgressiva a quella patriottico-seduttiva che meglio rispondeva al suo nuovo personaggio pubblico.
Per sottolineare l'indipendenza di questa seconda campagna elettorale dalla precedente, Moana offre a Biuzzi la possibilità di trasferire la sede del PdA nel piano superiore della sua casa romana a via Cassia, dove verrà organizzata tutta l'attività politica per quattro mesi. Questa decisione consente a Biuzzi di spostarsi a Roma, dato che stava già lavorando alla sede del PdA in Umbria, dove Moana aveva intenzione di trasferirsi a breve. Di questo impegno duro, solitario e in prima persona nell'attività politica alla fine del 1993, per svolgere il quale Moana (al culmine del suo successo e della sua bellezza) si sottrasse a molti dei suoi numerosi impegni professionali, l'artista non raccolse mai i risultati politici promessi poiché solo quattro/cinque mesì dopo la fine di questa campagna elettorale le fu diagnosticato un tumore fulminante al fegato, a causa del quale morì il 15 settembre 1994 a Lione, in Francia, all'età di trentatré anni.
Perso il suo leader, il partito scomparve dalle elezioni e dalla ribalta dal 1994, certo in seguito alla morte della Pozzi ma anche in seguito all'introduzione del cosiddetto "sbarramento al 4%" (messo nella legge elettorale per impedire alle piccole formazioni di entrare in Parlamento). Il PdA non è stato mai ufficialmente sciolto, ed è tuttora legalmente esistente, anche se non ha partecipato più ad alcuna elezione per scelta di protesta contro la politica italiana, propugnando dal 2008 l'astensionismo e la riforma elettorale. Il PdA vede inoltre con simpatia la politica del presidente del Venezuela Hugo Chávez, con il quale condivide la radice nazional-popolare e il retroterra bolivariano/garibaldino.

### Dopo la morte di Moana

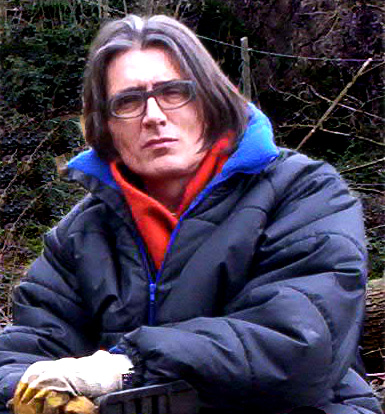
Mauro Biuzzi

Dopo la morte di Moana, Mauro Biuzzi le subentra nel 1994 nella carica di Segretario nazionale, viene nominato esecutore testamentario nella complessa vicenda dell'eredità di Moana e presidente dell'Associazione che verrà costituita da Rosanna Alloisio, la madre di Moana, per tutelare l'immagine pubblica della figlia. L'attività politica di Biuzzi si concentra prevalentemente nel lungo contrasto ad una serie di scandali e provocazioni mediatiche ai danni dell'immagine di Moana e del PdA, attuato anche col ricorso alla magistratura. Quale rappresentante del PdA viene invitato in trasmissioni televisive per esprimere il suo parere sui detti scandali.
Molte volte Biuzzi interverrà anche nei media italiani in caso di informazione inesatta sul PdA, in particolare sul fatto che il partito fosse rappresentato da Ilona Staller quando invece, con il cambio del simbolo contenente il volto di Moana nel 1992, l'unica titolare della rappresentanza del PdA era stata da allora la sola Moana. Dal 2004 la propaganda politica del movimento si svolgerà prevalentemente in Internet, scelta fatta in consonanza con l'aspirazione all'indipendenza che il PdA ha sempre cercato e alle sue posizioni di astensionismo elettorale, in relazione alla mancata riforma del sistema elettorale (il movimento è contrario al bipolarismo).
Grazie alla rete e con grande successo di pubblico, verranno pubblicati molti video storici delle campagne elettorali del PdA, che consentiranno a molti italiani di rivivere fatti altrimenti dimenticati. Molte altre sono le attività svolte in rete, tra le quali possono essere ricordate, nel 2009, il clamoroso “scambio” di denominazione con il neonato Pdl (in relazione all'intenzione annunciata pubblicamente da un suo leader, Silvio Berlusconi, di voler rifondare il suo partito chiamandolo “Partito dell'Amore”) e, nel 2011, la diffida ad Ilona Staller detta Cicciolina a rifondare il Partito dell'Amore in occasione delle elezioni amministrative.
Mauro Biuzzi è stato consulente della miniserie televisiva Moana, prodotta da Sky Cinema nel 2009, in relazione alle vicende politiche svolte da Moana nel PdA. Biuzzi è stato anche interpretato nella miniserie Moana dall'attore Giampiero Judica. A settembre del 2013 Mauro Biuzzi, con una lettera aperta, chiede a Selvaggia Lucarelli di diventare leader del partito; la nota giornalista gli risponde nella sua pagina Facebook. A inizio 2014 Biuzzi riceve una diffida dagli avvocati dell'attrice Éva Henger in seguito a suoi commenti critici su dichiarazioni rilasciate dalla Henger su Moana in un'intervista televisiva con Barbara d'Urso.
Nel 2015 Biuzzi firma la liberatoria a Sky Cinema per l'uso di materiali del Partito dell'Amore nella serie tv in dieci episodi 1992, ideata e interpretata da Stefano Accorsi, con soggetto l'inchiesta detta Tangentopoli che portò al passaggio dalla Prima alla Seconda Repubblica. Nel secondo episodio, trasmesso il 24 febbraio da Sky Atlantic, Stefano Accorsi si avvicina ad un manifesto del Partito dell'Amore per interrogare un elettore che lo sta guardando.

## Organi nazionali

### Presidenti
- Ilona Staller (5 marzo 1992 - 18 aprile 1992)
  - vacante (18 aprile 1992 - 1993)

### Segretario nazionale
- Riccardo Schicchi (12 luglio 1991 - 18 aprile 1992)
- Moana Pozzi (18 aprile 1992 - 15 settembre 1994)
- Mauro Biuzzi (dal 15 settembre 1994)

## Risultati elettorali
| Elezione       | Elezione | Voti   | %    | Seggi   |
| -------------- | -------- | ------ | ---- | ------- |
| Politiche 1992 | Camera   | 22.409 | 0,06 | 0 / 630 |
| Politiche 1992 | Senato   | N.D.   | N.D. | N.D.    |